# Diaprepesilla dimorpharia
Diaprepesilla dimorpharia là một loài bướm đêm trong họ Geometridae.